# Hoplia mahayana
Hoplia mahayana är en skalbaggsart som beskrevs av Guido Sabatinelli 1983. Hoplia mahayana ingår i släktet Hoplia och familjen Melolonthidae. Inga underarter finns listade i Catalogue of Life.